# Tiruvarur
Tiruvarur (en tamil: திருவாரூர் ) es una localidad de la India capital del distrito de Tiruvarur, estado de Tamil Nadu.

## Geografía
Se encuentra a una altitud de 13 m.s.m. a 266 km de la capital estatal, Chennai, en la zona horaria UTC +5:30.

## Demografía
Según estimación 2010 contaba con una población de 51 687 habitantes.